# 51e législature de l'Assemblée fédérale suisse
La 51e législature des Chambres fédérales s'étend du 2 décembre 2019 au 3 décembre 2023. Elle correspond à la 51e législature du Conseil national, intégralement renouvelé lors des élections fédérales suisses de 2019.

## Historique

### Démissions et remplacements
En novembre 2019, Jean-Pierre Gallati (UDC/ AG) est élu au Conseil d'État argovien ; il démissionne du Conseil national début mars 2020 et est remplacé par Alois Huber.
En juin 2020, Albert Vitali (PLR/ LU) décède des suites d'un cancer .

### Dates des sessions
|      | Printemps            | Été              | Automne                     | Hiver                     |
| ---- | -------------------- | ---------------- | --------------------------- | ------------------------- |
| 2019 | -                    | -                | -                           | 2 décembre – 20 décembre  |
| 2020 | 2 mars – 16 mars     | 2 juin – 19 juin | 7 septembre – 25 septembre  | 20 novembre – 18 décembre |
| 2021 | 1er mars – 19 mars   | 31 mai – 18 juin | 13 septembre – 1er octobre  | 29 novembre – 17 décembre |
| 2022 | 28 février – 18 mars | 30 mai – 17 juin | 12 septembre – 30 septembre | 28 novembre – 16 décembre |
| 2023 | 27 février – 17 mars | 30 mai – 16 juin | 11 – 29 septembre           | -                         |

Sessions spéciales
- 3 – 6 mai 2021 (Conseil National)
- 2 – 4 mai 2023

Session extraordinaire
- 4 – 8 mai 2020

## Sessions parlementaires

### Élection et ouverture
La session constitutive du Conseil national est ouverte par le conseiller le plus ancien en poste, soit la verte Maya Graf, ainsi que par un discours du plus jeune nouveau membre de la législature, soit le libéral-radical Andri Silberschmidt.

### 2020

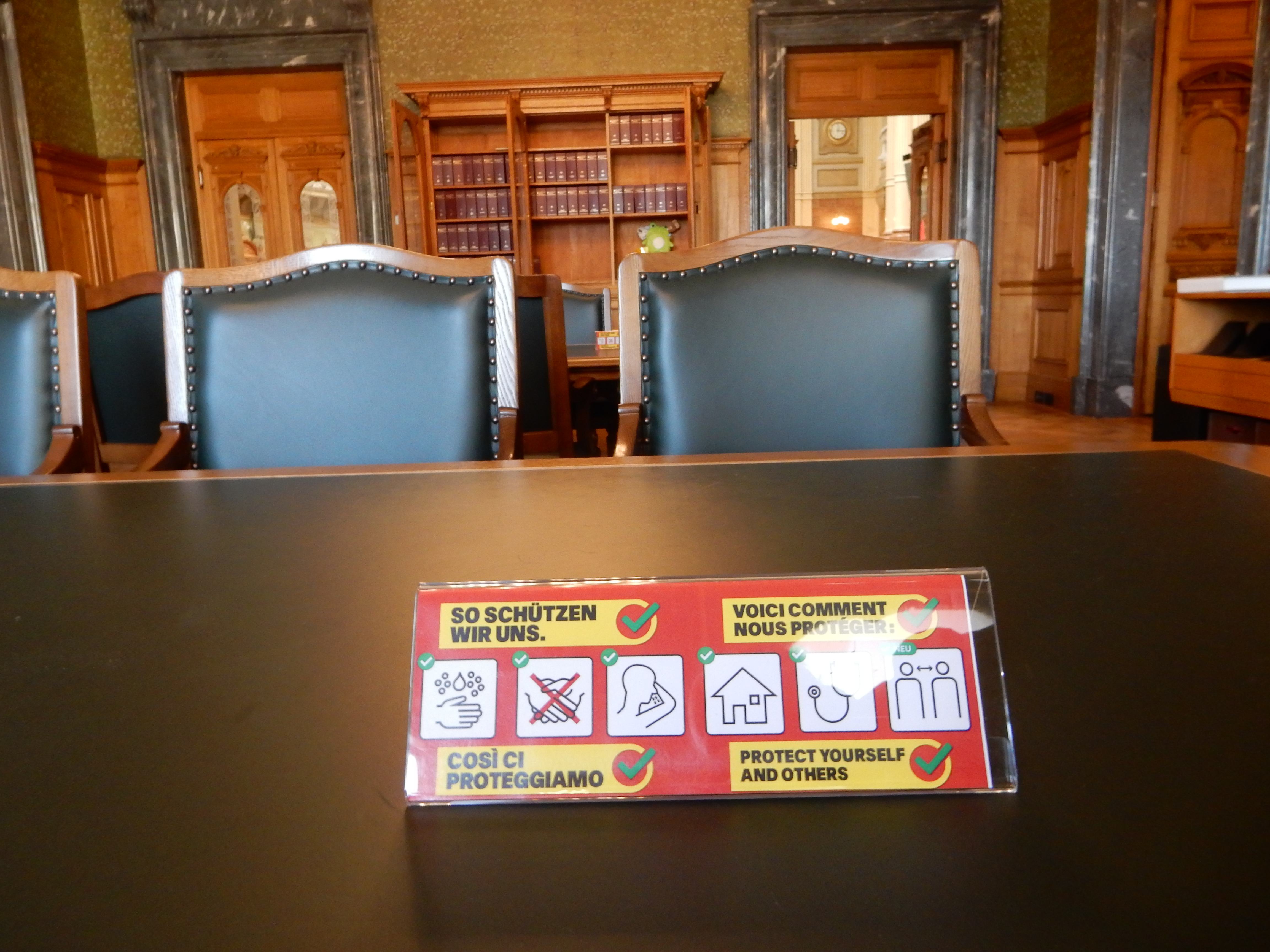
Informations au Palais fédéral

Le début de la première session de 2020, prévue du 2 au 20 mars, est marqué par les premières mesures sanitaires, alors que la pandémie de coronavirus progresse rapidement : il est demandé aux parlementaires de ne pas se serrer la main et de maintenir une distanciation sociale. Le National puis les États adoptent une rente-pont pour les chômeurs de plus de 60 ans, rejettent l’initiative sur le matériel de guerre et refusent d'instituer une commission d'enquête parlementaire pour l'affaire Crypto.
En raison de l'aggravation rapide de la situation autour du coronavirus, les bureaux des Conseils décident d'interrompre leurs travaux au 16 mars,. En mai 202, une session extraordinaire est convoquée. Elle a pour but d'entériner les mesures d'urgence prises par le Conseil fédéral dans sa lutte contre la pandémie de coronavirus. L'engagement de l'armée est approuvé conformément à la Constitution, ainsi que plusieurs ordonnances spéciales dans divers domaines et les crédits de soutien à l'économie. L'Assemblée fédérale exige par contre la création d'une base légale spécifique pour la mise en œuvre d'une application de traçage numérique Covid-19.
Pour respecter les mesures de distance sociale, la session ne se tient pas au Palais fédéral, mais à Bernexpo. Les parlementaires sont isolés à des tables individuelles, séparées de plusieurs mètres, et viennent parler à trois pupitres différents pour limiter les risques de contagion.
Lors de la session d'été, le Conseil national débat de l'introduction du mariage pour tous, qui supprime l'actuel régime de partenariat enregistré pour ne conserver que le régime du mariage. Seule l'UDC et quelques membres du PDC Valais y sont opposés sur le principe.
Une session spécialement a lieu uniquement pour le Conseil national les 29 et 30 octobre, et  est consacrée principalement à une révision de la loi sur l'assurance maladie (LAMal). La loi sur l'aide aux entreprises touchés par le COVID-19 est aussi traitée.

## Composition
L'Assemblée fédérale est composée des membres du Conseil national et du Conseil des États élus lors des élections fédérales du 20 octobre 2019 (et lors de la landsgemeinde du 28 avril 2019 pour le représentant d'Appenzell Rhodes-Intérieures au Conseil des États).

### Conseil national
|       |                                                      |         |        |               |  |  |  |  |  |
| Parti | Parti                                                | Sigle   | Sièges | +/-           |  |  |  |  |  |
|       | Union démocratique du centre                         | UDC     | 53     | 12            |  |  |  |  |  |
|       | Parti socialiste suisse                              | PSS     | 39     | 4             |  |  |  |  |  |
|       | Parti libéral-radical                                | PLR     | 29     | 4             |  |  |  |  |  |
|       | Parti écologiste                                     | PES     | 28     | 17            |  |  |  |  |  |
|       | Parti démocrate-chrétien                             | PDC     | 25     | 2             |  |  |  |  |  |
|       | Vert'libéraux                                        | PVL     | 16     | 9             |  |  |  |  |  |
|       | Parti bourgeois-démocratique                         | PBD     | 3      | 4             |  |  |  |  |  |
|       | Parti évangélique                                    | PEV     | 3      | 1             |  |  |  |  |  |
|       | Parti suisse du travail • Parti ouvrier et populaire | PST-POP | 1      | en stagnation |  |  |  |  |  |
|       | SolidaritéS                                          | SOL     | 1      | 1             |  |  |  |  |  |
|       | Union démocratique fédérale                          | UDF     | 1      | 1             |  |  |  |  |  |
|       | Ligue des Tessinois                                  | Lega    | 1      | 1             |  |  |  |  |  |

### Conseil des États
| Canton                                        |  | Siège 1                   | Parti |                          | Siège 2                   | Parti                    |
| --------------------------------------------- |  | ------------------------- | ----- | ------------------------ | ------------------------- | ------------------------ |
| Zurich                                        |  | Daniel Jositsch*          | PSS   |                          | Ruedi Noser*              | PLR                      |
| Berne                                         |  | Hans Stöckli*             | PSS   |                          | Werner Salzmann           | UDC                      |
| Lucerne                                       |  | Damian Müller*            | PLR   |                          | Andrea Gmür-Schönenberger | PDC                      |
| Uri                                           |  | Josef Dittli*             | PLR   |                          | Heidi Z'graggen           | PDC                      |
| Schwytz                                       |  | Alex Kuprecht*            | UDC   |                          | Othmar Reichmuth          | PDC                      |
| Nidwald                                       |  | Hans Wicki*               | PLR   | un seul siège à pourvoir | un seul siège à pourvoir  | un seul siège à pourvoir |
| Obwald                                        |  | Erich Ettlin*             | PDC   | un seul siège à pourvoir | un seul siège à pourvoir  | un seul siège à pourvoir |
| Glaris                                        |  | Thomas Hefti*             | PLR   |                          | Mathias Zopfi             | PES                      |
| Zoug                                          |  | Peter Hegglin*            | PDC   |                          | Matthias Michel           | PLR                      |
| Fribourg                                      |  | Christian Levrat*         | PSS   |                          | Johanna Gapany            | PLR                      |
| Soleure                                       |  | Pirmin Bischof*           | PDC   |                          | Roberto Zanetti*          | PSS                      |
| Bâle-Campagne                                 |  | Maya Graf                 | PES   | un seul siège à pourvoir | un seul siège à pourvoir  | un seul siège à pourvoir |
| Bâle-Ville                                    |  | Eva Herzog                | PSS   | un seul siège à pourvoir | un seul siège à pourvoir  | un seul siège à pourvoir |
| Schaffhouse                                   |  | Hannes Germann*           | UDC   |                          | Thomas Minder*            | DVD/SE                   |
| Appenzell Rhodes-Extérieures                  |  | Andrea Caroni*            | PLR   | un seul siège à pourvoir | un seul siège à pourvoir  | un seul siège à pourvoir |
| Appenzell Rhodes-Intérieures                  |  | Daniel Fässler            | PDC   | un seul siège à pourvoir | un seul siège à pourvoir  | un seul siège à pourvoir |
| Saint-Gall                                    |  | Benedikt Würth*           | PDC   |                          | Paul Rechsteiner*         | PSS                      |
| Grisons                                       |  | Stefan Engler*            | PDC   |                          | Martin Schmid*            | PLR                      |
| Argovie                                       |  | Thierry Burkart           | PLR   |                          | Hansjörg Knecht           | UDC                      |
| Thurgovie                                     |  | Brigitte Häberli-Koller*  | PDC   |                          | Jakob Stark               | UDC                      |
| Tessin                                        |  | Marco Chiesa              | UDC   |                          | Marina Carobbio Guscetti  | PSS                      |
| Vaud                                          |  | Olivier Français*         | PLR   |                          | Adèle Thorens Goumaz      | PES                      |
| Valais                                        |  | Beat Rieder*              | PDC   |                          | Marianne Maret            | PDC                      |
| Neuchâtel                                     |  | Philippe Bauer            | PLR   |                          | Céline Vara               | PES                      |
| Genève                                        |  | Lisa Mazzone              | PES   |                          | Carlo Sommaruga           | PSS                      |
| Jura                                          |  | Elisabeth Baume-Schneider | PSS   |                          | Charles Juillard          | PDC                      |
| * signifie que le candidat sortant est réélu. |  |                           |       |                          |                           |                          |

## Groupes parlementaires
| Groupe                                   |       | Partis                              | CN | CE | Total |
| ---------------------------------------- | ----- | ----------------------------------- | -- | -- | ----- |
| Groupe de l'Union démocratique du centre | V     | 59 UDC, 1 Lega, 1 UDF, 1 sans parti | 55 | 7  | 62    |
| Groupe socialiste                        | S     | 48 PS                               | 39 | 9  | 48    |
| Groupe du centre. PDC-PEV-PBD            | M-CEB | 38 PDC, 3 PBD, 3 PEV                | 31 | 13 | 44    |
| Groupe libéral-radical                   | RL    | 41 PLR                              | 29 | 12 | 41    |
| Groupe des Verts                         | G     | 33 PES, 1 POP, 1 EàG                | 30 | 5  | 35    |
| Groupe vert'libéral                      | GL    | 16 PVL                              | 16 | 0  | 16    |